# Coccomyxa
Coccomyxa je rod řas z čeledi Chlorococcaceae, který se jako fotobiont podílí na stavbě některých lišejníků. Houbová vlákna však do buněk Coccomyxy nevstupují – živiny se předávají přes tenkou stěnu.

## Seznam druhů
| - C. arvernensis - C. astericola - C. brevis - C. chodatii - C. confluens - C. corbierei - C. curvata - C. elongata | - C. gloeobotrydiformis - C. litoralis - C. mucigena - C. olivacea - C. parasitica - C. peltigerae - C. rayssiae - C. solorinae | - C. solorinae bisporae - C. solorinae saccatae - C. solorinae-crocae - C. subellipsoida - C. subglobosa - C. viridis |